# Ángel Algobia
Ángel Algobia (Velilla de San Antonio, Madrid, 23 de junio de 1999) es un futbolista español que juega en la demarcación de centrocampista en el AVS Futebol SAD de la Primeira Liga.

## Trayectoria
Tras empezar su carrera futbolística en el Rayo Vallecano "B", finalmente en 2020 recaló en las filas inferiores del Getafe CF "B". Debutó con el segundo equipo el 18 de octubre de 2020 contra el C. F. Rayo Majadahonda, encuentro que finalizó con 1-2. El 30 de noviembre de 2021 debutó con el primer equipo en Copa del Rey contra el C. F. Joventut Mollerussa. Llegó a disputar treinta encuentros oficiales con el primer equipo, 26 de ellos en la Primera División.
El 10 de agosto de 2023 firmó por el Levante U. D. por una temporada con opción a dos más. Continuó una segunda, en la que consiguió ascender a Primera División, y tras quedar libre se marchó a Portugal para jugar en el AVS Futebol SAD.

## Estadísticas

### Clubes
Actualizado al último partido disputado el 29 de septiembre de 2024.
| Club                        | Div.          | Temporada     | Liga  | Liga  | Copas nacionales | Copas nacionales | Copas internacionales | Copas internacionales | Total | Total |
| Club                        | Div.          | Temporada     | Part. | Goles | Part.            | Goles            | Part.                 | Goles                 | Part. | Goles |
| --------------------------- | ------------- | ------------- | ----- | ----- | ---------------- | ---------------- | --------------------- | --------------------- | ----- | ----- |
| Rayo Vallecano "B" · España | 3.ª           | 2018-19       | 37    | 2     | ―                | ―                | ―                     | ―                     | 37    | 2     |
| Rayo Vallecano "B" · España | 3.ª           | 2019-20       | 26    | 0     | ―                | ―                | ―                     | ―                     | 26    | 0     |
| Rayo Vallecano "B" · España | Total club    | Total club    | 63    | 2     | 0                | 0                | 0                     | 0                     | 63    | 2     |
| Getafe C. F. "B" · España   | 2.ª B         | 2020-21       | 24    | 1     | ―                | ―                | ―                     | ―                     | 24    | 1     |
| Getafe C. F. "B" · España   | 3.ª F         | 2021-22       | 34    | 2     | ―                | ―                | ―                     | ―                     | 34    | 2     |
| Getafe C. F. "B" · España   | Total club    | Total club    | 58    | 3     | 0                | 0                | 0                     | 0                     | 58    | 3     |
| Getafe C. F. · España       | 1.ª           | 2021-22       | 0     | 0     | 1                | 0                | ―                     | ―                     | 1     | 0     |
| Getafe C. F. · España       | 1.ª           | 2022-23       | 26    | 0     | 3                | 0                | ―                     | ―                     | 29    | 0     |
| Getafe C. F. · España       | Total club    | Total club    | 26    | 0     | 4                | 0                | 0                     | 0                     | 30    | 0     |
| Levante U. D. · España      | 2.ª           | 2023-24       | 21    | 1     | 1                | 0                | ―                     | ―                     | 22    | 1     |
| Levante U. D. · España      | 2.ª           | 2024-25       | 5     | 0     | 0                | 0                | ―                     | ―                     | 5     | 0     |
| Levante U. D. · España      | Total club    | Total club    | 26    | 1     | 1                | 0                | 0                     | 0                     | 27    | 1     |
| Total carrera               | Total carrera | Total carrera | 173   | 6     | 5                | 0                | 0                     | 0                     | 178   | 6     |